# Rogério Micale
Mário Rogério Reis Micale, mais conhecido como Rogério Micale (Salvador, 28 de março de 1969), é um treinador e ex-futebolista brasileiro que atuava como goleiro. Atualmente é o treinador da equipe sub-20 do Egito.

## Carreira como jogador
Com o apelido de Aranha, iniciou a carreira como goleiro no Londrina. Também jogou no Apucarana, aposentando-se aos 23 anos de idade. 

## Carreira como treinador
Atleta aposentado, abriu uma escolinha de futebol com a primeira quadra de grama sintética da cidade de Londrina e iniciou a carreira de técnico.
Consolidou-se como treinador de categorias de base, passando por diversos times do país. Suas passagens mais marcantes foram pelo Figueirense, onde conquistou pela primeira vez para equipe catarinense o título mais cobiçado das categorias inferiores brasileiras, a Copa São Paulo de Futebol Júnior de 2008 e o Campeonato Catarinense Sub-20, e pelo Atlético Mineiro onde conquistou a Taça BH de Futebol Júnior de 2010 e de 2011, o Campeonato Mineiro Sub-20 de 2010 e 2012 e ainda venceu duas vezes o Torneio Internacional Cor Groenewegen (ICGT), realizado na Holanda, em 2011 e 2012.

### Seleção Brasileira Sub-20, Sub-22 e Sub-23
Em 2015, foi convidado a ser o novo técnico da Seleção Brasileira das categorias Sub-20 e Sub-23, após a demissão de Alexandre Gallo. Com a seleção, foi vice-campeão do Mundial Sub-20 de 2015, fazendo uma belíssima campanha e sendo elogiado por seu trabalho. Foi o técnico da seleção Sub-22 no Pan-Americano de 2015 ganhando a medalha de bronze. Em 2016, com a demissão do então Técnico Dunga, retornou ao cargo de Técnico da seleção sub-23 para as Olimpíadas do Rio 2016, torneio em que foi campeão e conquistou a medalha de ouro inédita para o futebol olímpico brasileiro.
Rogério Micale após a conquista acusou Tite de "surfar na onda do título": "Me senti desrespeitado depois da Olimpíada. O Tite não foi contundente em algumas das entrevistas dele afirmando categoricamente que não teve participação. Fiquei um pouco frustrado. (..) Jogaram o mérito da conquista no colo dele e ele absorveu isso. Fiquei chateado na época. Ele não deixou claro que não teve participação nenhuma no processo. E não teve. Nada! Se algum repórter que soltou isso fosse sério e quisesse ouvir a verdade era só perguntar aos jogadores."
Após a quinta colocação no Sul-Americano Sub-20, não alcançando a classificação para o Mundial na Coreia do Sul, seu contrato com a CBF foi encerrado em 20 de fevereiro de 2017.

### Atlético Mineiro
No dia 21 de julho de 2017, foi anunciado como novo técnico do Atlético Mineiro, após a demissão de Roger Machado.
Sob seu comando, a equipe foi eliminada pelo Jorge Wilsterman nas oitavas de final da Libertadores 2017, o Galo foi derrotado na Bolívia e consegui apenas o empate em casa.
Foi demitido em 24 de setembro de 2017, após nova derrota do time na Arena Independência para o Vitória, a primeira sob o seu comando.

### Paraná
No dia 24 de fevereiro de 2018, assinou contrato para ser o técnico da equipe principal do Paraná. Com uma campanha razoável no Campeonato Paranaense de 2018 e no Campeonato Brasileiro com o time na zona de rebaixamento até o fim do primeiro turno, em 14 de agosto de 2018 foi demitido.

### Figueirense
No dia 10 de setembro de 2018, após a demissão do técnico Milton Cruz, foi anunciado como o novo técnico do Figueirense. Em 28 de novembro de 2018, Rogério Micale encerrou seu vínculo com o Figueirense, em comum acordo com a diretoria.

### Retorno ao Paraná
No dia 2 de novembro de 2020, retornou ao Paraná Clube para comandar o time principal no Campeonato Brasileiro da Série B, mas depois de seis jogos sem nenhuma vitória, foi demitido em 2 de dezembro.

### Al-Hilal
Em fevereiro de 2021 foi contratado pelo Al-Hilal. Com apenas 13 jogos foi demitido do clube da Arábia Saudita. No período, conquistou 8 vitórias, 1 empate e 4 derrotas.

### Seleção Olímpica do Egito
Em agosto de 2022, foi convidado a assumir a Seleção Olímpica do Egito. Terminou em quarto lugar no Futebol nos Jogos Olímpicos de Verão de 2024 - Masculino.

## Estatísticas

### Como treinador
Atualizado até 24 de novembro de 2018.
| Clube                     | Jogos | Vitórias | Empates | Derrotas | Aproveitamento |
| ------------------------- | ----- | -------- | ------- | -------- | -------------- |
| Seleção Brasileira sub-20 | 21    | 10       | 8       | 3        | 60.32%         |
| Seleção Brasileira sub-23 | 19    | 12       | 4       | 3        | 70.18%         |
| Atlético Mineiro          | 13    | 5        | 3       | 5        | 46.15%         |
| Al-Hilal                  | 13    | 8        | 1       | 4        | 64.1%          |
| Paraná                    | 30    | 7        | 8       | 15       | 32.22%         |
| Figueirense               | 12    | 1        | 5       | 6        | 22.22%         |

## Jogos pela Seleção Brasileira

### Categorias de base
Legenda:      Vitórias —      Empates —      Derrotas

#### Seleção Brasileira Sub-20
| Nº | Data                | Competição            | Local        |        | Placar        | Adversário      | Ref. |
| -- | ------------------- | --------------------- | ------------ | ------ | ------------- | --------------- | ---- |
| 1  | 24 de maio de 2015  | Amistoso              | Sydney       | Brasil | 1 – 0         | Portugal        |      |
| 2  | 27 de maio de 2015  | Amistoso              | Sydney       | Brasil | 1 – 0         | Austrália       |      |
| 3  | 31 de maio de 2015  | Mundial Sub-20 2015   | New Plymouth | Brasil | 4 – 2         | Nigéria         |      |
| 4  | 4 de junho de 2015  | Mundial Sub-20 2015   | New Plymouth | Brasil | 2 – 1         | Hungria         |      |
| 5  | 7 de junho de 2015  | Mundial Sub-20 2015   | Christchurch | Brasil | 3 – 0         | Coreia do Norte |      |
| 6  | 11 de junho de 2015 | Mundial Sub-20 2015   | New Plymouth | Brasil | (5) 0 – 0 (4) | Uruguai         |      |
| 7  | 13 de junho de 2015 | Mundial Sub-20 2015   | Hamilton     | Brasil | (3) 0 – 0 (1) | Portugal        |      |
| 8  | 17 de junho de 2015 | Mundial Sub-20 2015   | Christchurch | Brasil | 5 – 0         | Senegal         |      |
| 9  | 20 de junho de 2015 | Mundial Sub-20 2015   | Auckland     | Brasil | 1 – 2         | Sérvia          |      |
| 10 | 18 de maio de 2016  | Torneio de Suwon 2016 | Suwon        | Brasil | 1 – 1         | Coreia do Sul   |      |
| 11 | 20 de maio de 2016  | Torneio de Suwon 2016 | Suwon        | Brasil | 2 – 2         | Japão           |      |
| 12 | 22 de maio de 2016  | Torneio de Suwon 2016 | Suwon        | Brasil | 2 – 1         | França          |      |

#### Seleção Brasileira Sub-23
| Nº | Data                   | Competição         | Local          |        | Placar        | Adversário     | Ref. |
| -- | ---------------------- | ------------------ | -------------- | ------ | ------------- | -------------- | ---- |
| 1  | 12 de julho de 2015    | Pan-Americano 2015 | Hamilton       | Brasil | 4 – 1         | Canadá         |      |
| 2  | 16 de julho de 2015    | Pan-Americano 2015 | Hamilton       | Brasil | 4 – 0         | Peru           |      |
| 3  | 20 de julho de 2015    | Pan-Americano 2015 | Hamilton       | Brasil | 3 – 3         | Panamá         |      |
| 4  | 23 de julho de 2015    | Pan-Americano 2015 | Hamilton       | Brasil | 1 – 2         | Uruguai        |      |
| 5  | 25 de julho de 2015    | Pan-Americano 2015 | Hamilton       | Brasil | 3 – 1         | Panamá         |      |
| 6  | 8 de setembro de 2015  | Amistoso           | Le Mans        | Brasil | 1 – 2         | França         |      |
| 7  | 9 de outubro de 2015   | Amistoso           | Manaus         | Brasil | 6 – 0         | R. Dominicana  |      |
| 8  | 12 de outubro de 2015  | Amistoso           | Manaus         | Brasil | 5 – 1         | Haiti          |      |
| 9  | 11 de novembro de 2015 | Amistoso           | Recife         | Brasil | 2 – 1         | Estados Unidos |      |
| 10 | 15 de novembro de 2015 | Amistoso           | Belém          | Brasil | 5 – 1         | Estados Unidos |      |
| 11 | 24 de março de 2016    | Amistoso           | Cariacica      | Brasil | 0 – 1         | Nigéria        |      |
| 12 | 27 de março de 2016    | Amistoso           | Maceió         | Brasil | 3 – 1         | África do Sul  |      |
| 13 | 30 de julho de 2016    | Amistoso           | Goiânia        | Brasil | 2 – 0         | Japão          |      |
| 14 | 4 de agosto de 2016    | Olimpíadas 2016    | Brasília       | Brasil | 0 – 0         | África do Sul  |      |
| 15 | 7 de agosto de 2016    | Olimpíadas 2016    | Brasília       | Brasil | 0 – 0         | Iraque         |      |
| 16 | 10 de agosto de 2016   | Olimpíadas 2016    | Salvador       | Brasil | 4 – 0         | Dinamarca      |      |
| 17 | 13 de agosto de 2016   | Olimpíadas 2016    | São Paulo      | Brasil | 2 – 0         | Colômbia       |      |
| 18 | 17 de agosto de 2016   | Olimpíadas 2016    | Rio de Janeiro | Brasil | 6 – 0         | Honduras       |      |
| 19 | 20 de agosto de 2016   | Olimpíadas 2016    | Rio de Janeiro | Brasil | (5) 1 – 1 (4) | Alemanha       |      |

## Títulos
Seleção Brasileira
- Jogos Olímpicos: 2016
- Torneio de Talca: 2016

Atlético Mineiro
- Torneio de Ennepetal (Alemanha) – Sub 20: 2014
- Taça BH de Futebol Júnior: 2009, 2011
- Campeonato Mineiro Sub-20: 2010, 2012
- Torneio Internacional Cor Groenewegen (ICGT): 2011, 2012, 2013

Figueirense
- Copa São Paulo de Futebol Júnior: 2008
- Campeonato Catarinense Sub-20: 2006, 2007

Londrina
- Copa Itaguaré Sub-17: 2002
- Copa Jacy Scaff Futebol Sub-20: 2003
- Copa Tribuna de Futebol Sub-20: 2003
- Jogos Abertos do Paraná: 2003

Portuguesa Londrinense
- Copa Paulista de Futebol Sub-17: 2000
- Copa Jacy Scaff Futebol Sub-20: 2001

### Campanhas de Destaque
Seleção Brasileira
- Mundial Sub-20 de 2015 - Vice-campeão
- Medalha de Bronze nos Jogos Pan-Americanos: 2015
- Torneio de Suwon: 2016 - Vice-campeão